# Clermont (ville)
Pour les articles homonymes, voir Clermont.
Clermont ou Clairmont est une ancienne ville en Auvergne, dont la fusion avec la cité voisine et rivale de Montferrand — décidée par Louis XIII lors de l'édit de Troyes du 15 avril 1630 (premier édit d'union) et confirmée un siècle plus tard sous Louis XV en 1731, par Daniel-Charles Trudaine (second édit d'union) — donne naissance à la capitale auvergnate de Clermont-Ferrand, titre auparavant réservé à Clermont.

## Un bref historique

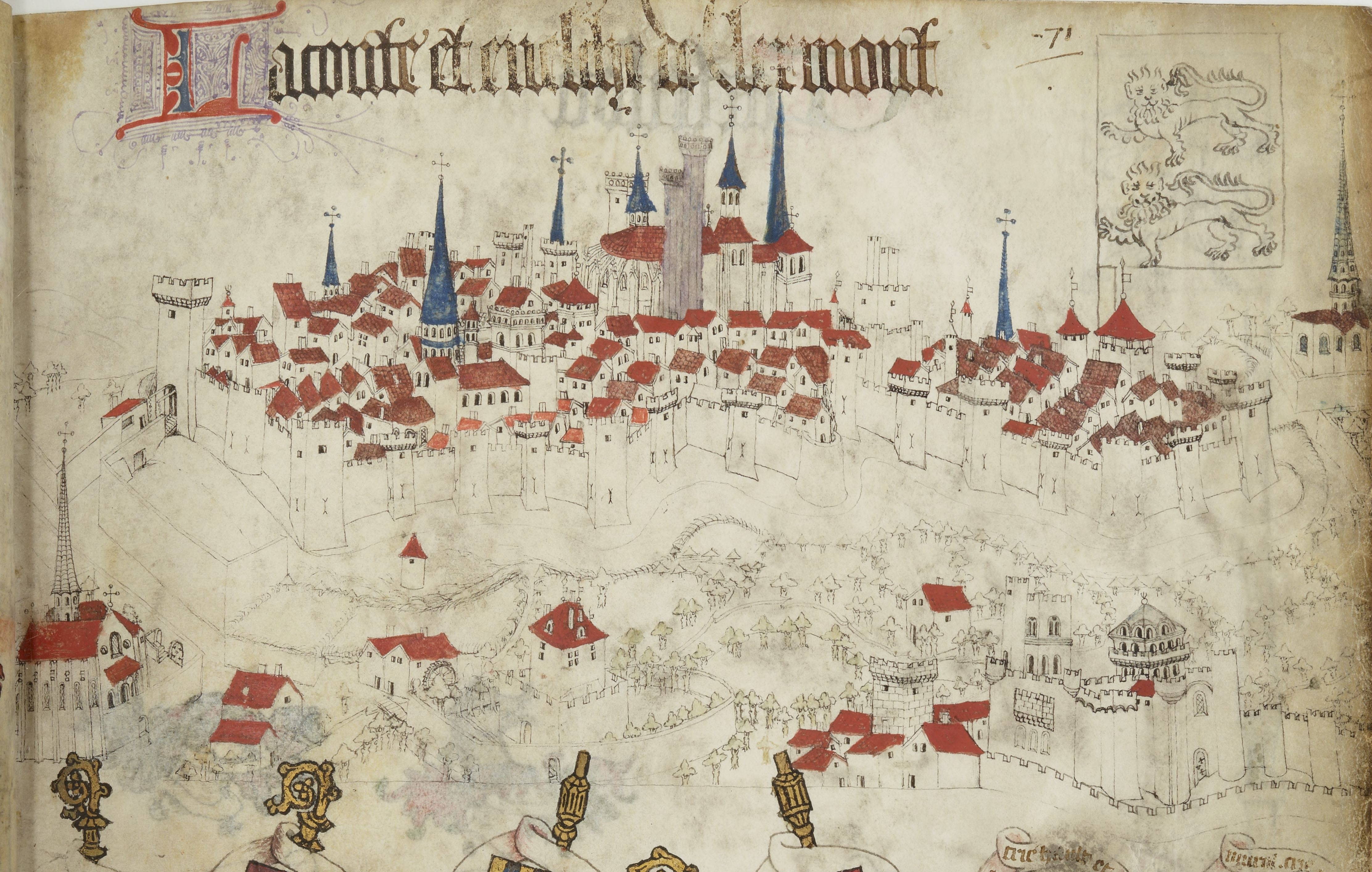
La cité de Clermont dans l'Armorial d'Auvergne de Guillaume Revel (1450).

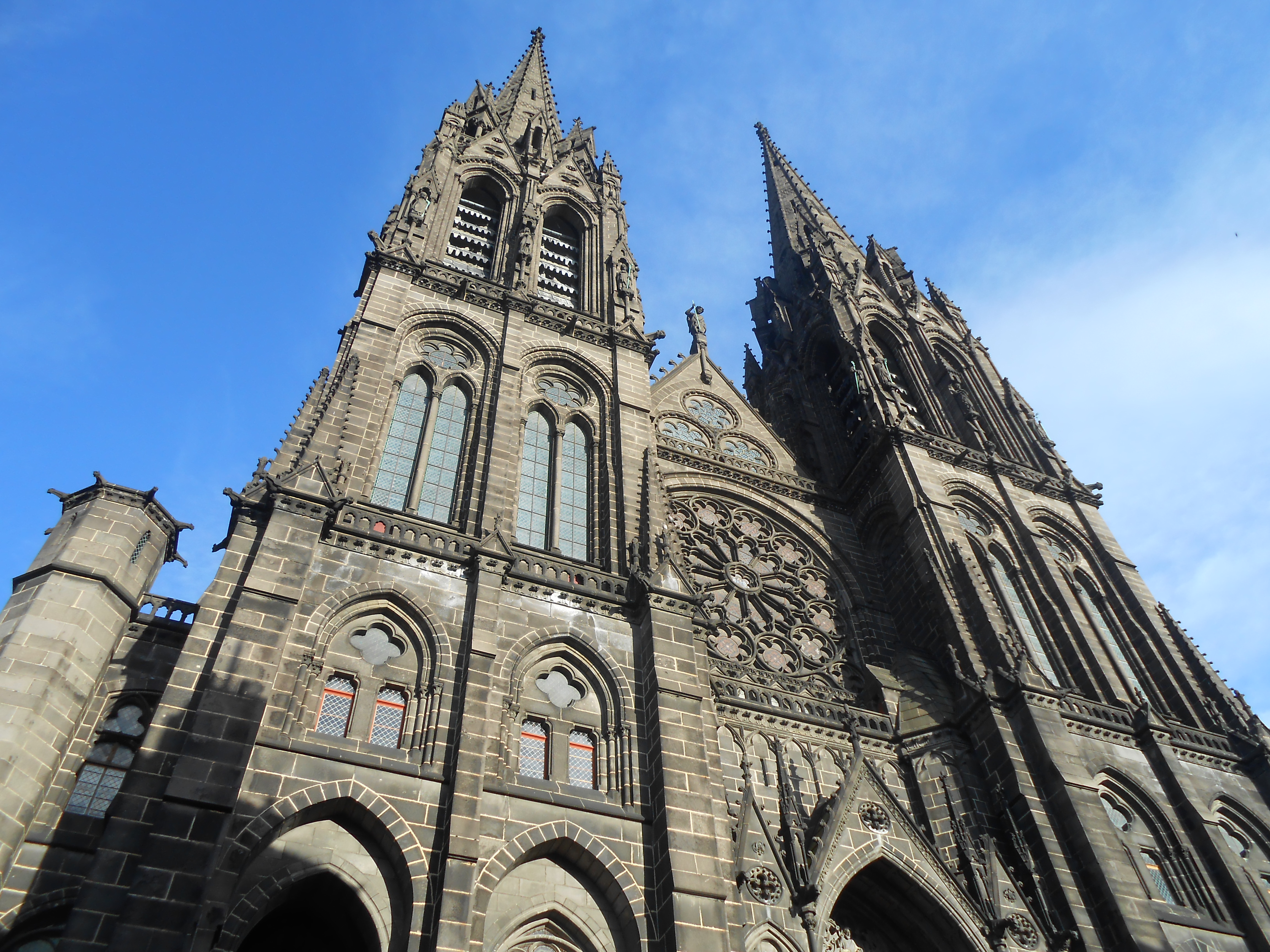
Cathédrale de Clermont.

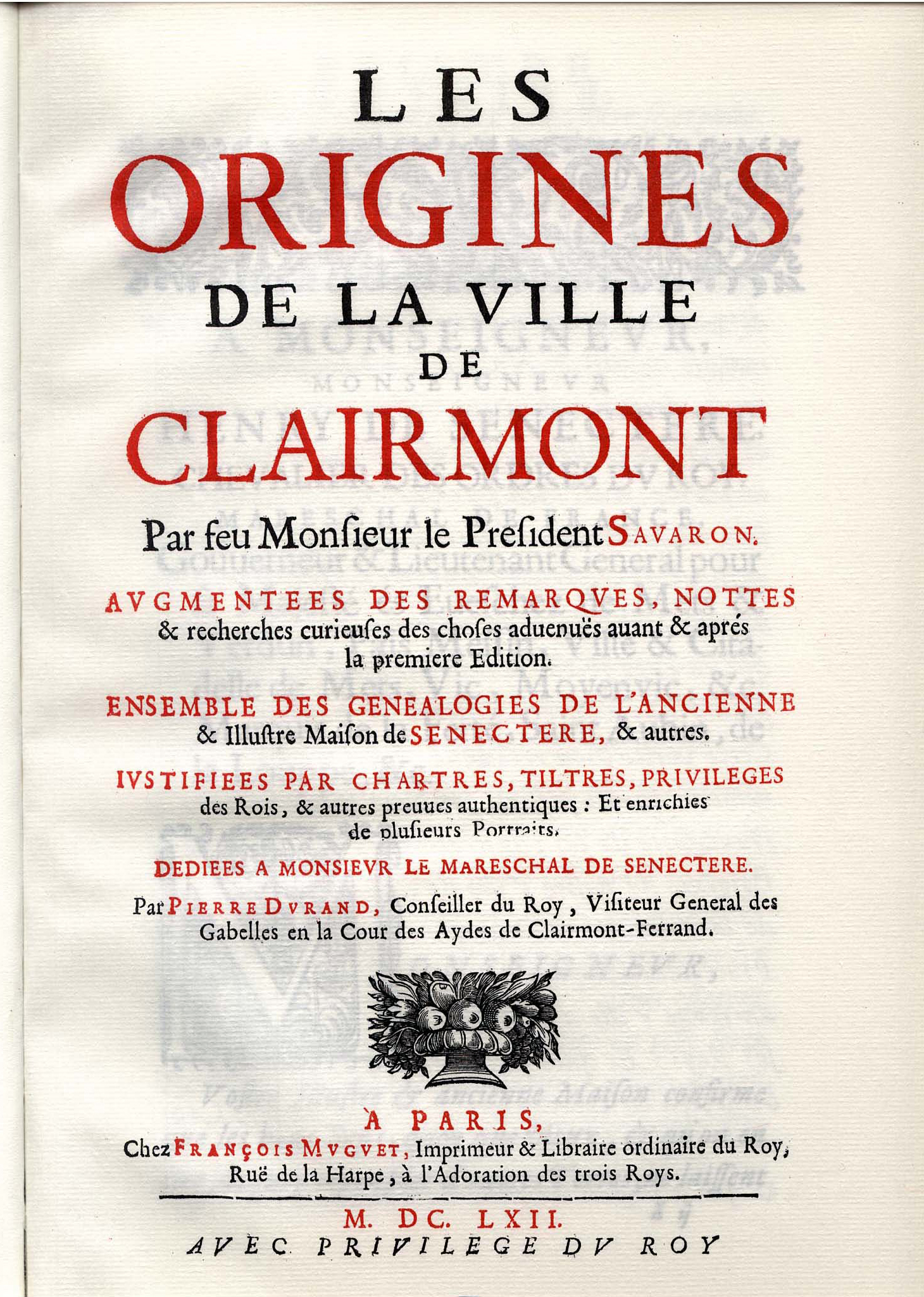
Incipit de l'ouvrage Les origines de la ville de Clairmont par Jean Savaron (1650)

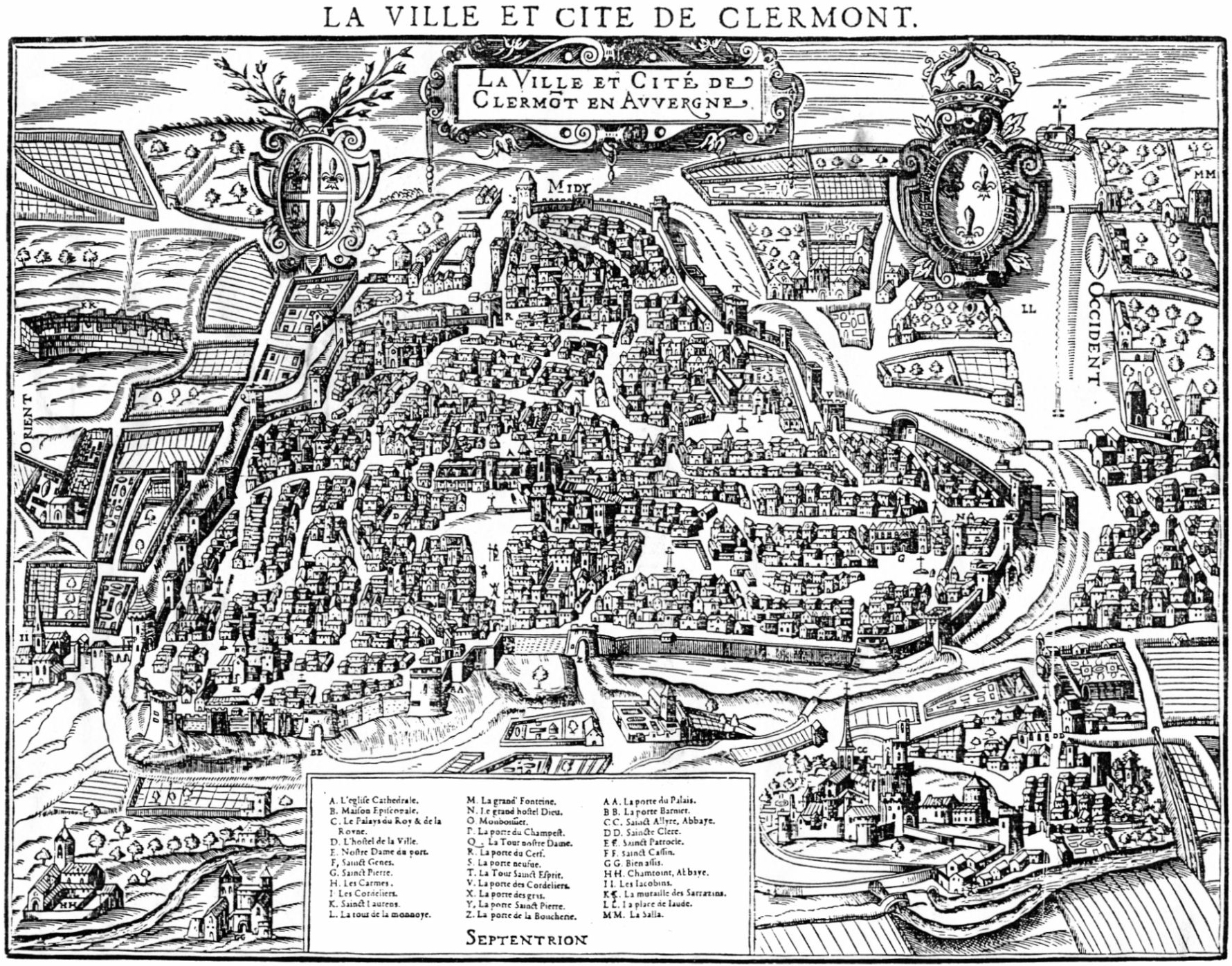
Plan de Clermont dessiné par l'artiste clermontois François Fuzier en 1574 et publié en 1575 dans la Cosmographie universelle de tout le monde de François de Belleforest.

Clermont est le nom que prend au fil des siècles la ville auvergnate d'Arvernis, issue du centre urbain de l'ancienne ville gallo-romaine d'Augustonemetum.

### Époque antique
Augustonemetum (le sanctuaire d'Auguste, empereur romain) est une création urbaine du haut empire romain qui aurait été créée au cours du Ier siècle av. J.-C., sur la butte centrale qui forme aujourd'hui le centre ancien de Clermont-Ferrand. On estime qu'elle compte au IIe siècle de 15 000 à 30 000 habitants, ce qui fait d'elle une des villes les plus peuplées de la Gaule romaine. L'historien archiviste-paléographe Pierre-François Fournier estime que la superficie de Clermont-Ferrand est comprise dans un périmètre entre 5000 et 6000 mètres (équivalent à celle de la ville de Nimes et d'Autun considérés comme les villes les plus peuplées de la Gaule Romaine).
L'expansion de la ville se termine au milieu du IIIe siècle et ensuite elle se replie fortement et se fortifie autour du forum. La population n'est plus estimée qu'à un chiffre entre 570 et 700 habitants au début du IVe siècle. Elle prend à cette époque le nom d'Arvernis, du nom du peuple gaulois dont elle est devenue la capitale[réf. souhaitée].
Le christianisme s'implante dans la ville et celle-ci devient épiscopale au Ve siècle. L'évêque Namatius (Saint Namace) fait construire une cathédrale longuement décrite par Grégoire de Tours. Un autre personnage emblématique de cette période est Sidoine Apollinaire, qui, à la tête du comté puis du diocèse de 468 à 486, organise la résistance à l'envahisseur wisigoth, mais ne peut empêcher son intégration au royaume wisigoth qui durera jusqu'en 507.

### Époque médiévale

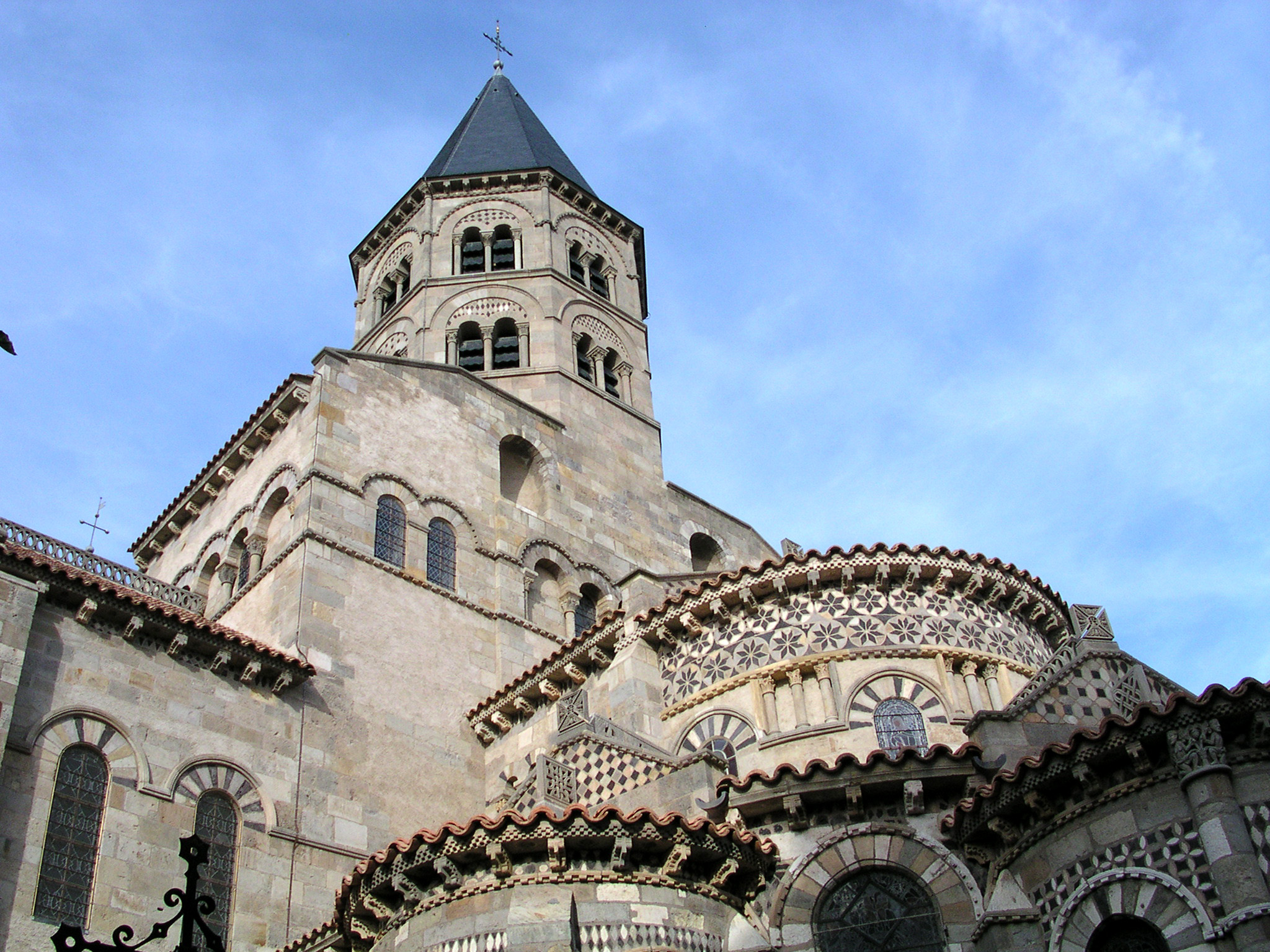
Le chevet et le clocher de la basilique Notre-Dame-du-Port de Clermont-Ferrand.

Le 8 novembre 535, s'ouvre à Arvernis (Clermont) le premier concile de Clermont, avec la participation de quinze évêques, dont Césaire d'Arles, Saint Nizier, évêque de Trèves et Saint Hilaire, évêque de Mende en Lozère. Seize décrets y sont pris, notamment le second canon qui rappelle que la dignité épiscopale, le fait de devenir évêque, doit être accordée en fonction des mérites et non à la suite d'intrigues.
En 761, Pépin le Bref pille l'« Urbem Arvernam » (la ville des Arvernes) et prend son château fort « Claremontem Castrum » (le château du mont clair). Au fil du temps, la ville prend dans le langage oral un nom dérivé de celui de la forteresse, Clermont, même si officiellement le nom Arvernis restera longtemps utilisé, comme en témoignent encore les deniers du XIVe siècle. La première mention écrite retrouvée de Clermont date de 848.
Clermont connaît après la disparition de l'Empire romain et pendant tout le haut Moyen Âge une période sombre, marquée par les pillages dont elle est l'objet de la part des peuples qui envahissent la Gaule et n'est pas épargnée par les Vikings lors de l'affaiblissement de l'Empire carolingien. Elle est ravagée par les Normands une première fois en 864, et alors que l'évêque Sigon entreprend sa reconstruction, elle l'est de nouveau en 898 (ou 910, selon certaines sources). L'évêque Étienne II fait bâtir une nouvelle cathédrale romane à l'emplacement de la cathédrale actuelle. Elle est consacrée en 946 mais détruite lors de la construction de la cathédrale gothique actuelle à l'exception des tours (qui sont remplacées au XIXe siècle par les tours actuelles) et de certains éléments de la crypte (toujours visibles).
En 1095, lors du second concile de Clermont, le pape Urbain II prêche la première croisade.
En 1120, à la suite des crises successives qui opposent les comtes d'Auvergne aux évêques, qui règnent sans partage sur la ville de Clermont, et pour contrecarrer leur pouvoir, le comte d'Auvergne Guillaume VI d'Auvergne décide de construire, sur une butte voisine propice aux fortifications, une ville rivale. C'est ainsi que la cité de Montferrand voit le jour, sur le modèle des bastides du Sud-Ouest, ces villes nouvelles du Midi construites aux XIIe et XIIIe siècles. Pendant tout le Moyen Âge et jusqu'à l'époque moderne, Clermont et l'actuel quartier de Montferrand restent deux villes distinctes : Clermont est la cité épiscopale, Montferrand la cité comtale.